# عبد العزيز محمد الشيخ
عبد العزيز محمد حمود العبد الشيخ المعروف باسم عبد العزيز الشيخ (ولد في 4 فبراير 1998 في المنامة، البحرين) لاعب كرة قدم بحريني دولي يجيد اللعب في مركز الوسط المدافع. يلعب حاليا لصالح الحد البحريني منذ 2023.